# فيليبا غاردنر
فيليبا آن غاردنر ولدت في 29 تموز/يوليو 1965، هي عالمة كمبيوتر وأكاديمية بريطانية، وقد شغلت منصب أستاذة في علوم الكمبيوتر النظرية في جامعة إمبريال في لندن منذ عام 2009، كما شغلت منصب مديرة معهد البحوث في البرنامج الآلي فقامت بعشرات البحوث والتحليلات ما بين 2013 و2016.

## النشأة والتعليم
ولدت غاردنر في 29 تموز/يوليو 1965 في إكستر، ديفون في إنجلترا. في عام 1988 حصلت على شهادة الماجستير في المنطق والحساب من جامعة بريستول تحت إشراف البروفسور جون شبردسون. ثم درست سلك الدكتوراه تحت إشراف البروفسور غوردون بلوتكين في جامعة إدنبرة،:724 قبل أن تحصل عليها من نفس الجامعة عام 1992، حيث كانت رسالة الدكتوراه _الأطروحة_ بعنوان «دور علم المنطق في النظريات الرياضية».

## المسيرة المهنية
حصلت على زمالة في جامعة كامبريدج مع روبن ميلنر ثم قادت مشروع بحثي كبير في الجمعية الملكية في إدنبرة ما بين عامي 1994 و1996، ثم حصلت على منصب محاضرة كلية لندن الإمبراطورية في عام 2001 وعُينت كأستاذ في علوم الكمبيوتر النظرية في عام 2009. قامت بعشرات البحوث في علم المنطق وقد ساعدها غاردنر في الاتحاق بمعهد البحوث في برنامج التحليل والتحقق الذي تُموله مكاتب الإتصالات الحكومية البريطانية ومجلس البحوث والهندسة والعلوم الفيزيائية. بحثت غاردنر في علم المنطق وتخصصت في وقت لاحق في العلوم الفيزيائية خاصة بين عامي 2010 و2012.
مُنحت غاردنر منحة التميز وأصبحت في وقت لاحق مدرسة في جامعة إمبريال في لندن في عام 2013.